# رخصة روبي
ترخيص Ruby هو ترخيص حر ومفتوح المصدر مطبق على لغةروبي (لغة برمجة) ومتاح أيضًا للإستخدام في مشاريع أخرى. يحتوي على بند ترخيص مزدوج صريح، ينص على أنه يجوز توزيع البرامج الخاضعة لشروطه إما بموجب الشروط المضمنة في ترخيص روبي نفسه أو بموجب شروط ترخيصرخصة جنو العمومية أو ترخيص بي إس دي المكون من فقرتين إعتمادًا على إصدار ترخيص روبي المستخدم.
يعتبرالترخيص عادةً ترخيصًا للبرمجيات الحرة نظرًا لوجود شرط الترخيص المزدوج

## روابط خارجية
- نص نسخة محفوظة 26 أغسطس 2011 على موقع واي باك مشين. ترخيص روبي